# 药王山 (拉萨)

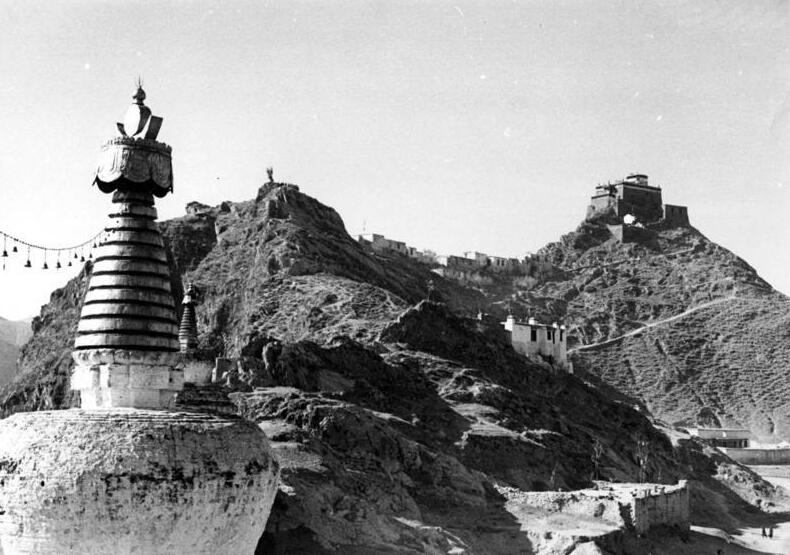
西藏藥王山醫學利眾院，攝於1938年

药王山，藏语称“角布日”（藏語：ལྕགས་པོ་རི，威利转写：lCags po ri），是位于西藏自治区拉萨市城关区的一座山。

## 简介

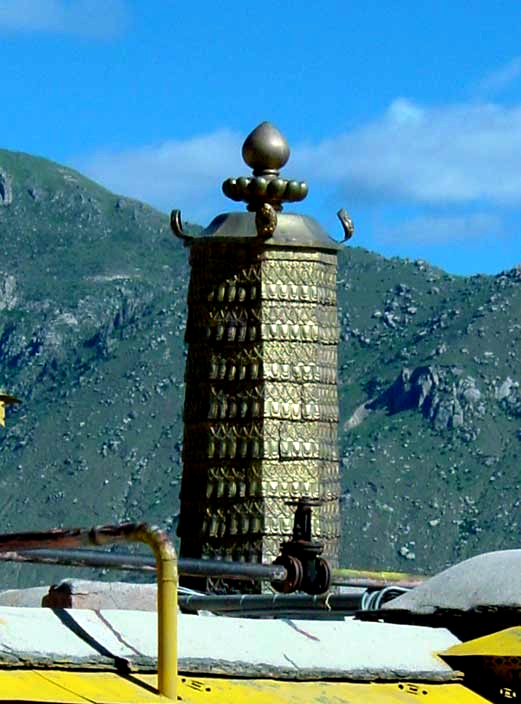
布达拉宫的房顶，背景是药王山

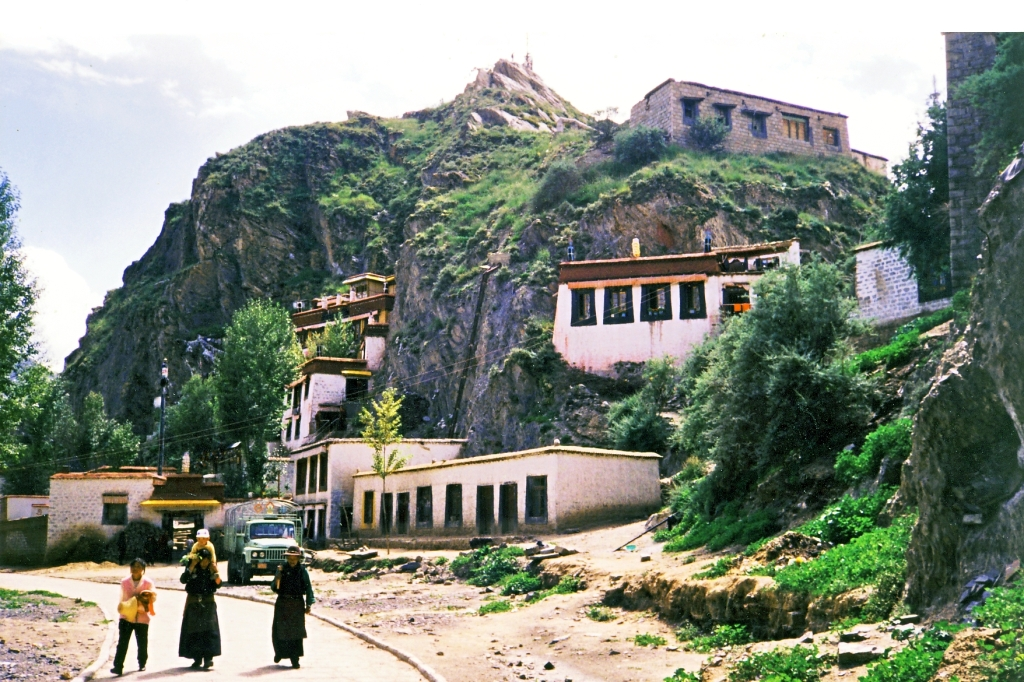
1993年的药王山下

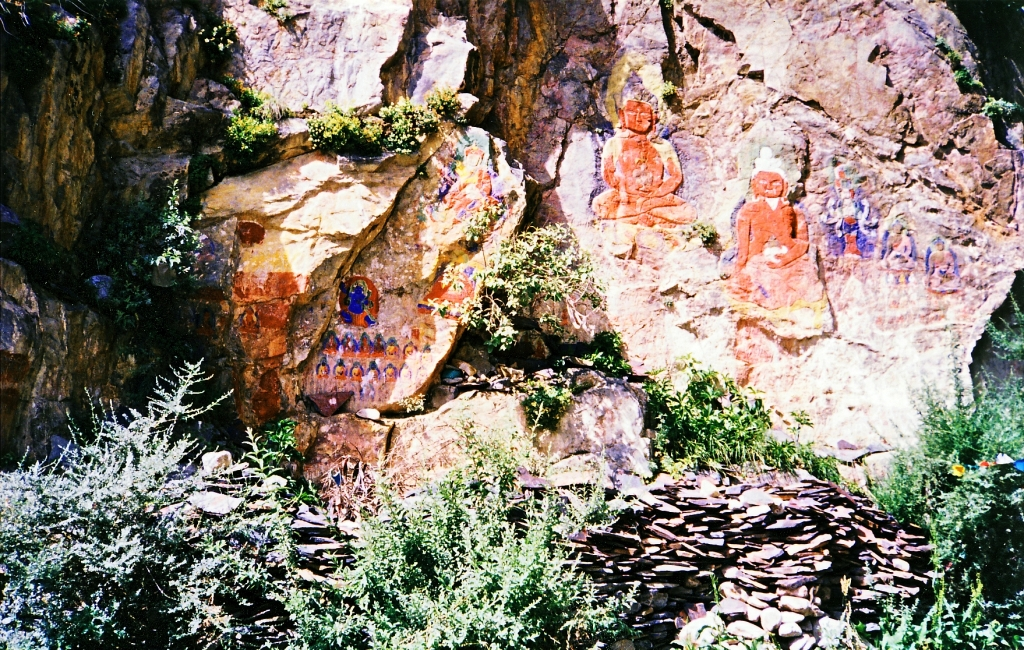
1993年药王山的摩崖佛像

藏语“角布日”意为“山角之山”，这是指药王山位于布达拉宫所在的红山的山角。17世纪末，第巴·桑结嘉措为了发展藏医，在药王山上兴建门巴扎仓（医药院），从各个寺院选拔了部分喇嘛来该扎仓学习藏医，该扎仓内供有用蓝宝石绘制的药师佛像。汉人由此称这座山为“药王山”。这座医学院一直存在到1959年，又称“药王山利众医学院”。
在1959年拉萨骚乱中，这座医学院及其供奉有用珊瑚缀成的无量寿佛、绿松石缀成的绿度母、海螺缀成的观世音等佛像的寺庙被当做藏军军事据点，在交火中被毁。后来，药王山被无线电发射台占用。
1959年，门孜康与药王山门巴扎仓合并，建成拉萨市藏医医院。1980年，该院改为西藏自治区藏医院。
传统上，拉萨的三座山代表了拉萨的三怙主：药王山（Chokpori）是金刚手菩萨的灵山（bla-ri），磨盘山（Pongwari）是文殊菩萨的灵山，红山（Marpori）即布达拉宫所在的山是观世音菩萨的灵山。

## 景观
药王山西侧北面的摩崖石刻，刻满了上千尊色彩艳丽的佛像，汉人将这处摩崖石刻称为“千佛崖”。千佛崖是林廓转经的必经之地。相传，此处最早的石刻佛像是7世纪松赞干布时期的作品。五世达赖所著《西藏王臣记》记载，一日松赞干布来到红山，见六字真言的幻影自山中自然显现，当即沐浴净身，默默祈祷。随后，他又在六字真言放出的光中见到观世音菩萨、度母、马头金刚佛像，乃请人照自然显现的形象，在此处石壁上雕刻出佛及菩萨的像与六字真言。另一种说法认为，千佛崖是吐蕃第六代赞普赤松德赞为纪念吐蕃药师玉托·云登贡布逝世而凿刻。还有一种说法认为，此处摩崖石刻最早是由14世纪的贵族多仁班智达出资雕刻。经过无数岁月的不断雕刻，千佛崖的佛像越来越多。

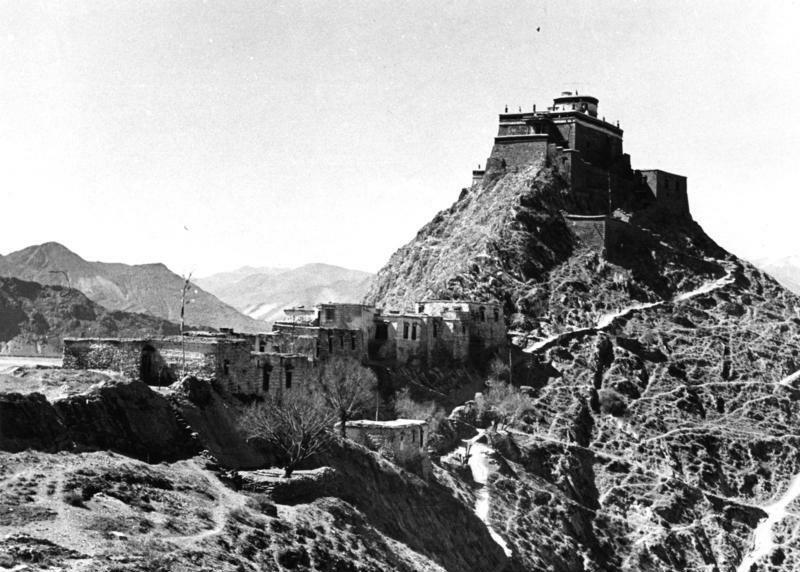
1938年药王山上的建筑

西藏习俗中，若家中有人死去，家人便会聘请画师画一幅唐卡佛像，以替死者积功德。贫穷而无法请画师的人，便会到千佛崖为山壁上已有的佛像重新着色，作为替代办法。21世纪初，为保护文物，此处的僧人已不大欢迎信众在石壁上增刻佛像，朝拜者可将在石板上刻好的佛像送到此处的僧人手中，僧人会将石板放在山崖上的角落，供人顶礼。
从千佛崖向里走，可见一座以石板堆砌出来的大塔。构成这座大塔的石板上刻有《甘珠尔》经文。整座塔将由刻有整部《甘珠尔》经文的石板组成。大约1990年代，来自青海的道登达瓦用两年时间一步一叩来到拉萨，在朝拜了拉萨所有寺庙后，决定在此建一座经塔。自此，道登达瓦每天在药王山化缘，同时指导工匠雕刻。到21世纪初，该塔仍在不断堆砌建设中。
此外，药王山还有其他许多景点：
- 唐东杰布庙：位于药王山山脚下。
- 查拉鲁普：位于药王山东南坡半山腰。[1]
- 药王山观景台：位于药王山顶，可在此观赏布达拉宫全景。2007年，该观景台获得维修。[12]

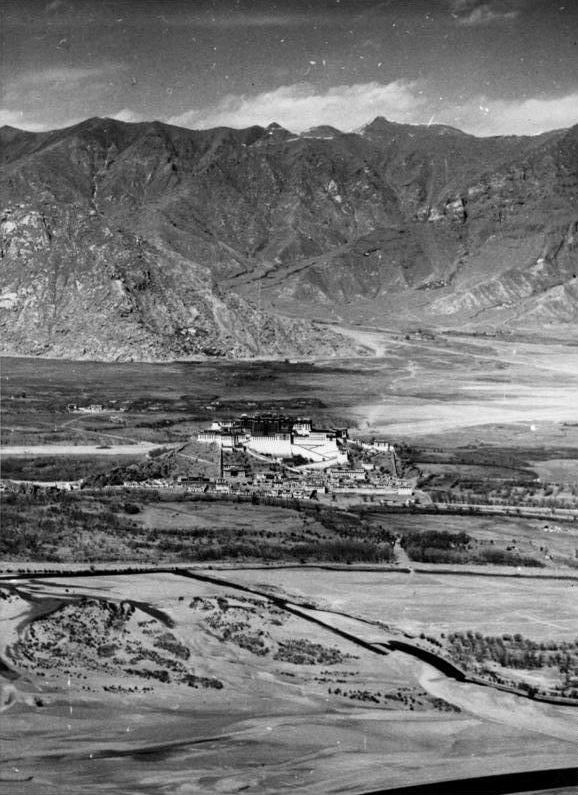
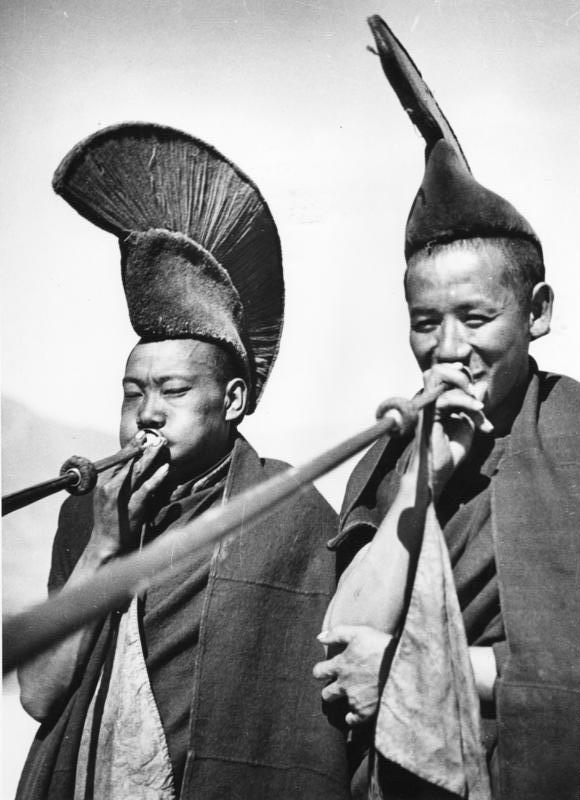
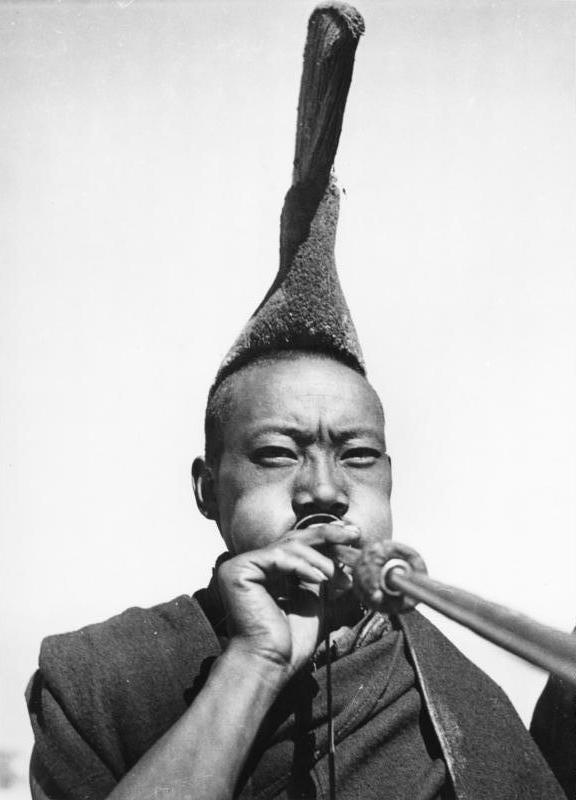
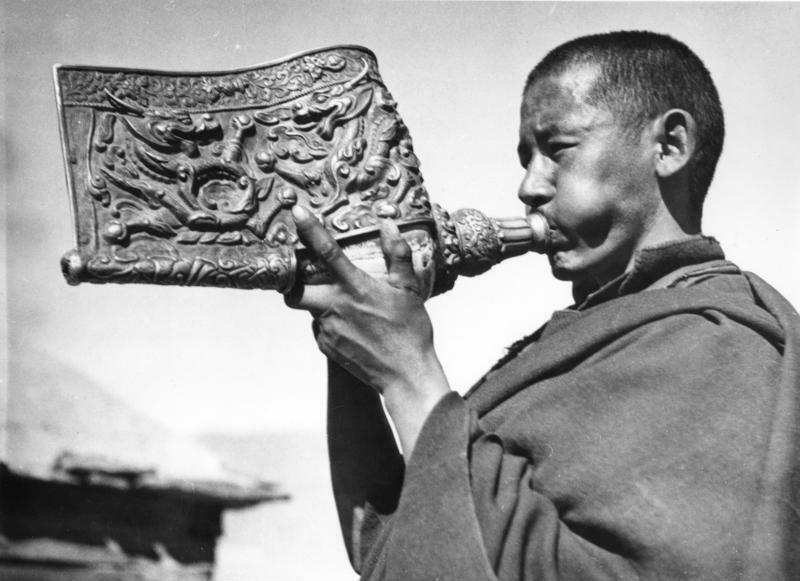
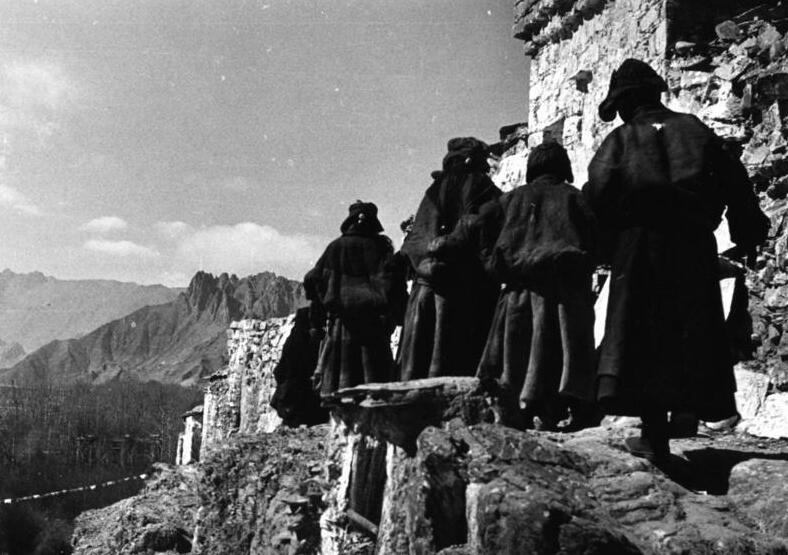
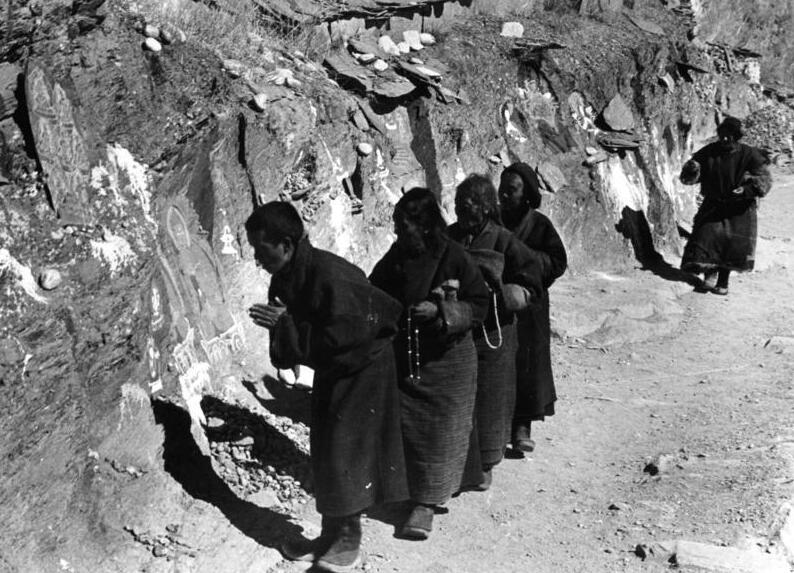
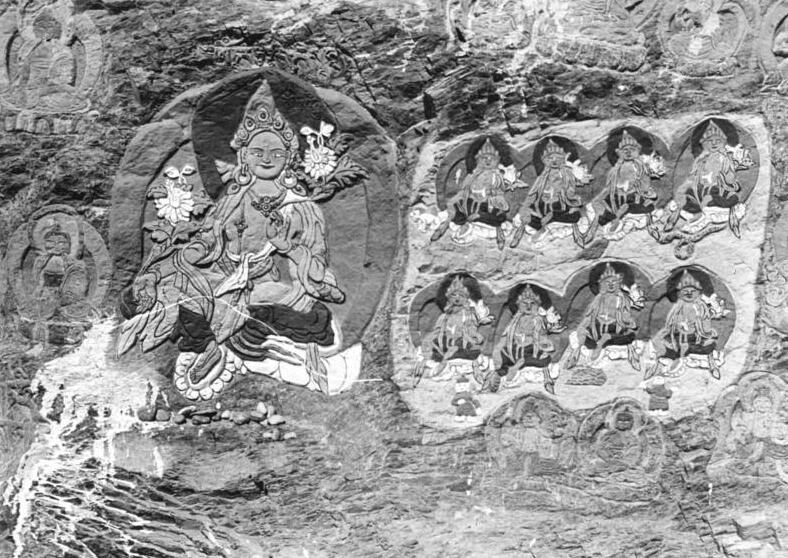
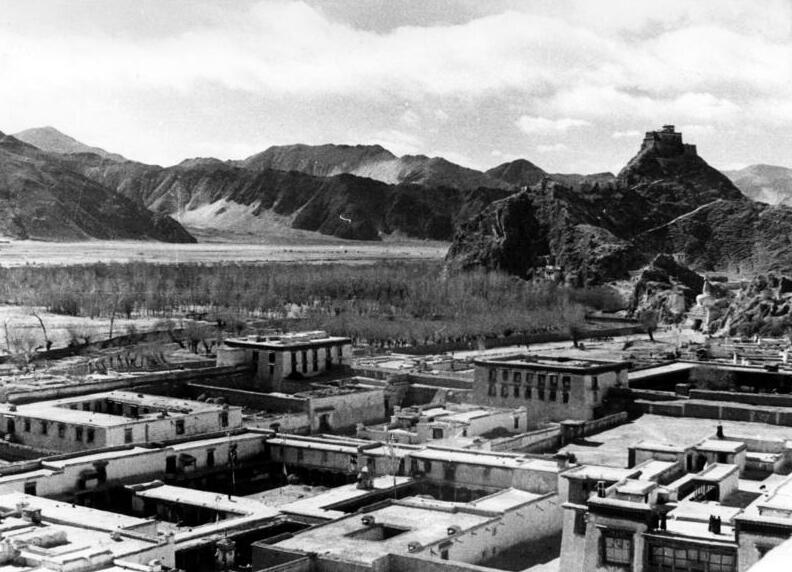
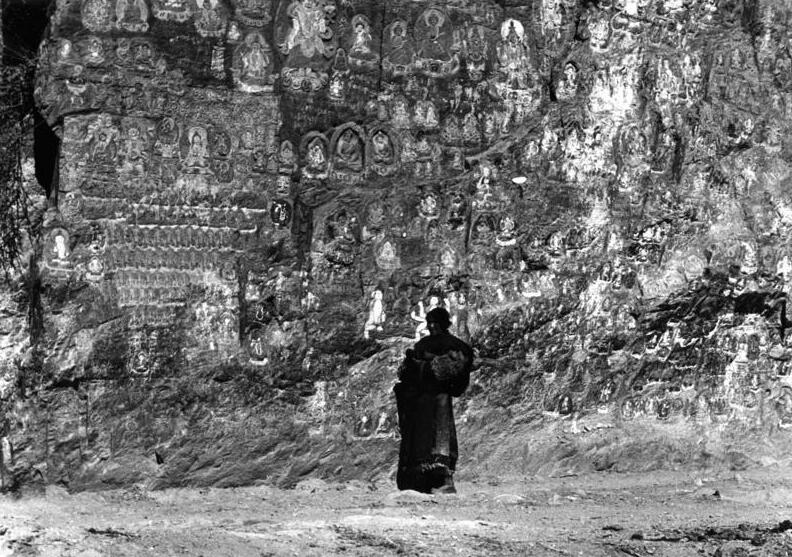
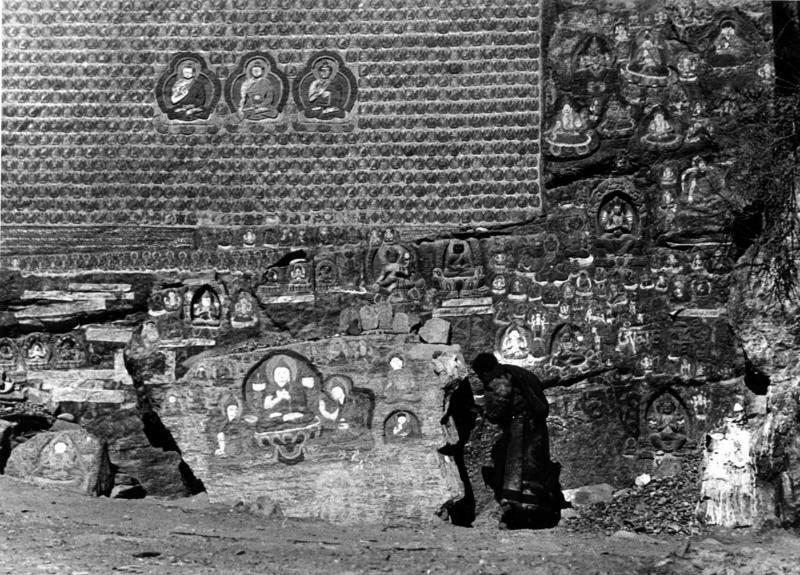
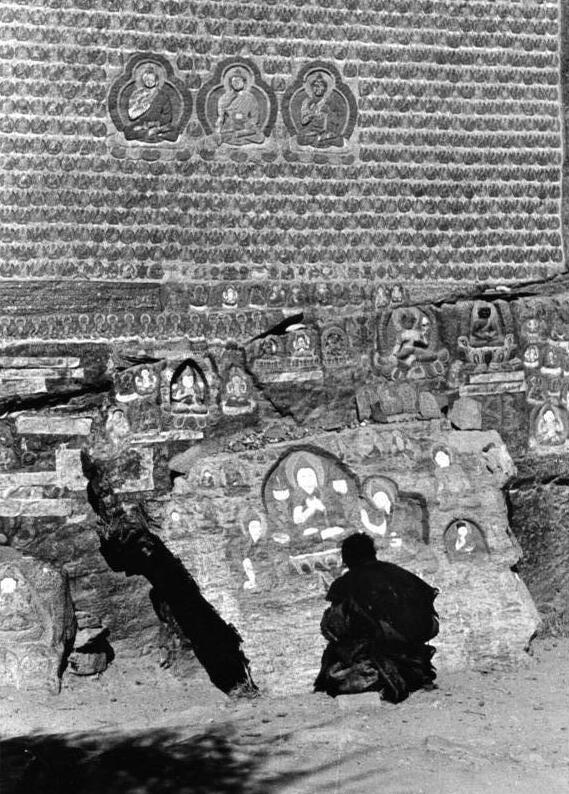